# Bolbocerodema zonatum
Bolbocerodema zonatum är en skalbaggsart som beskrevs av Nikolajev 1973. Bolbocerodema zonatum ingår i släktet Bolbocerodema och familjen Bolboceratidae. Inga underarter finns listade.